# Diego de Riaño

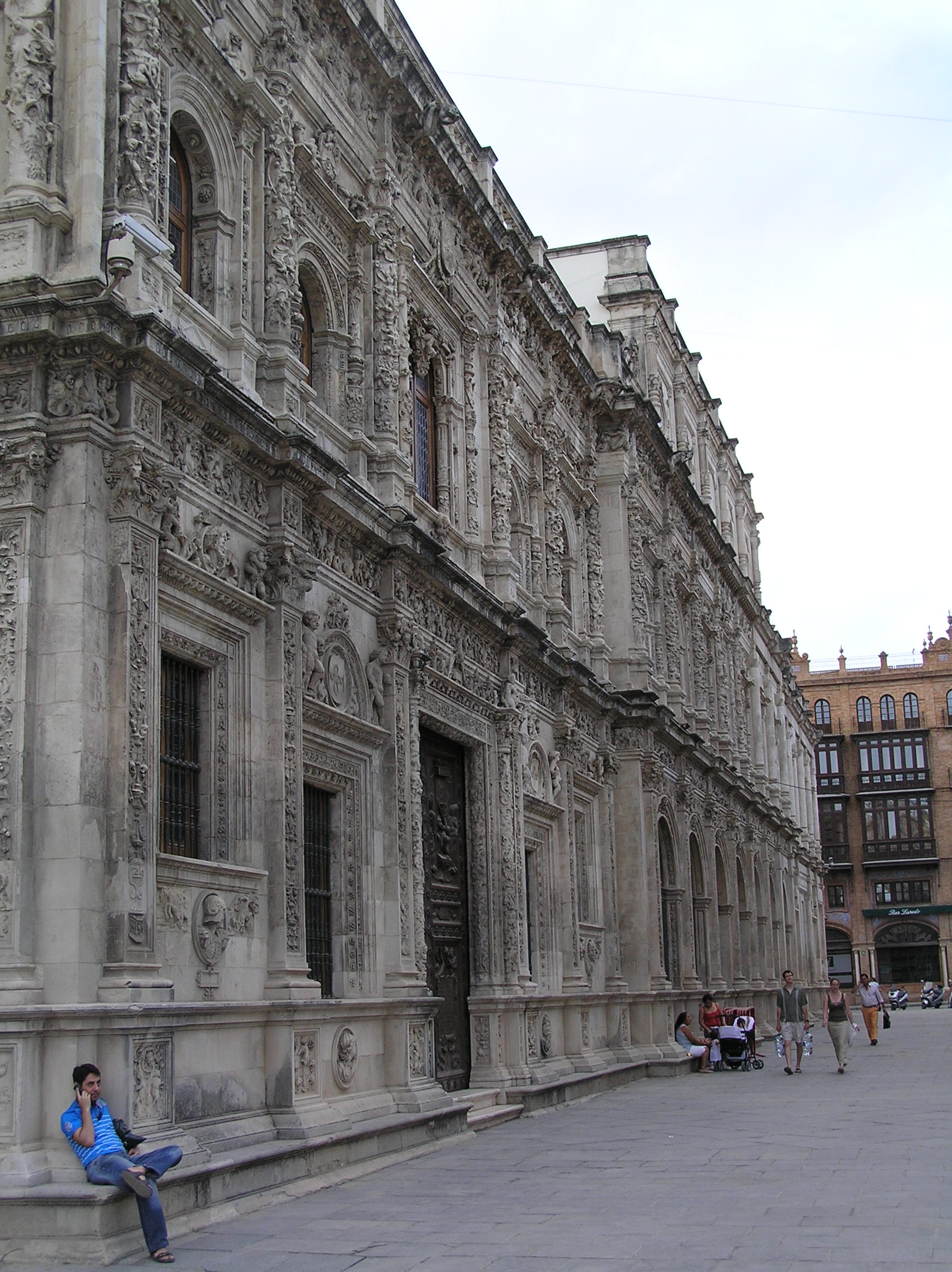
Fachada do Ayuntamiento de Sevilha na Plaza de San Francisco - obra de Diego de Riaño.

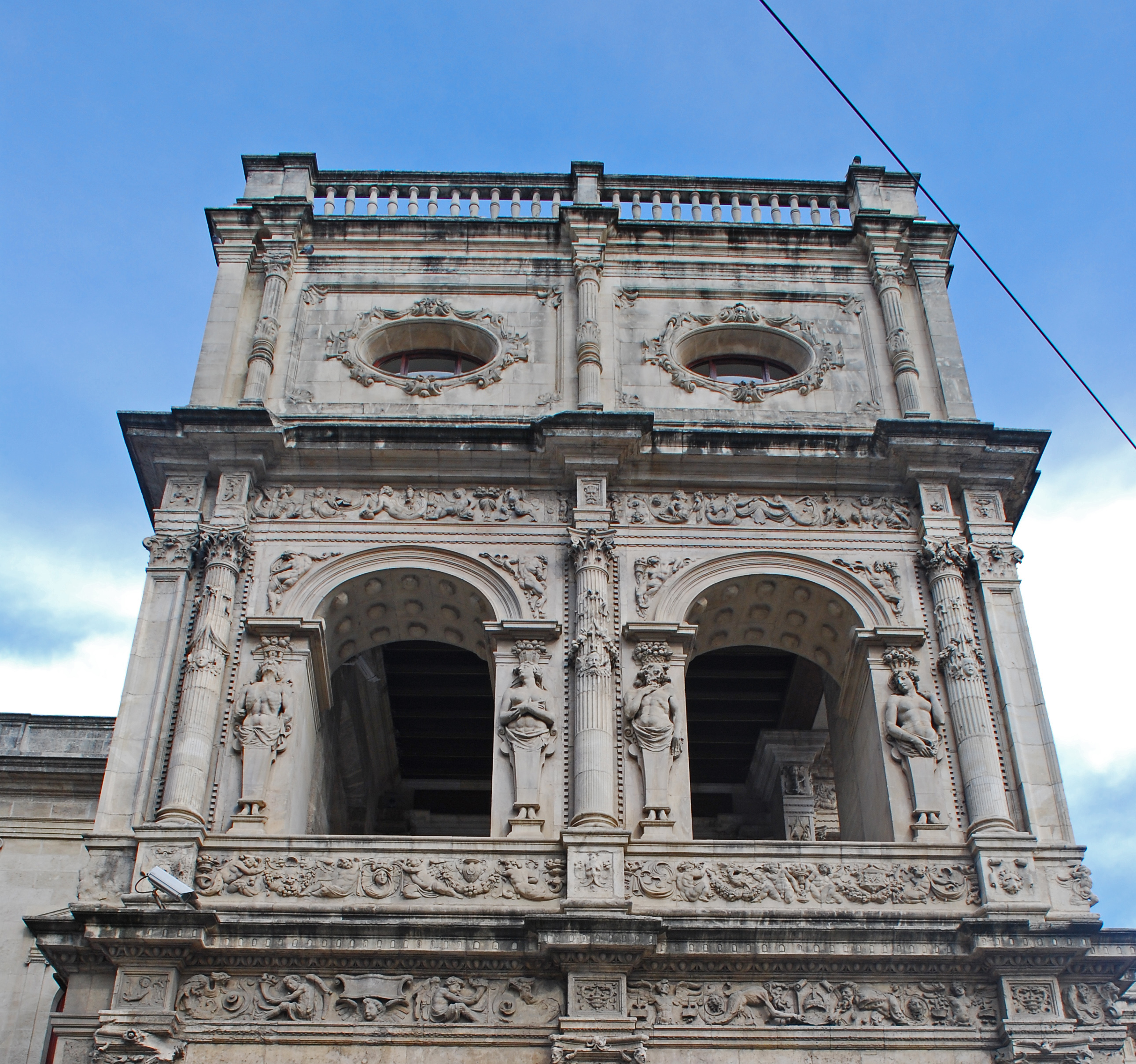
Pormenor da fachada do Ayuntamiento de Sevilha (Casa consistorial de Sevilha).

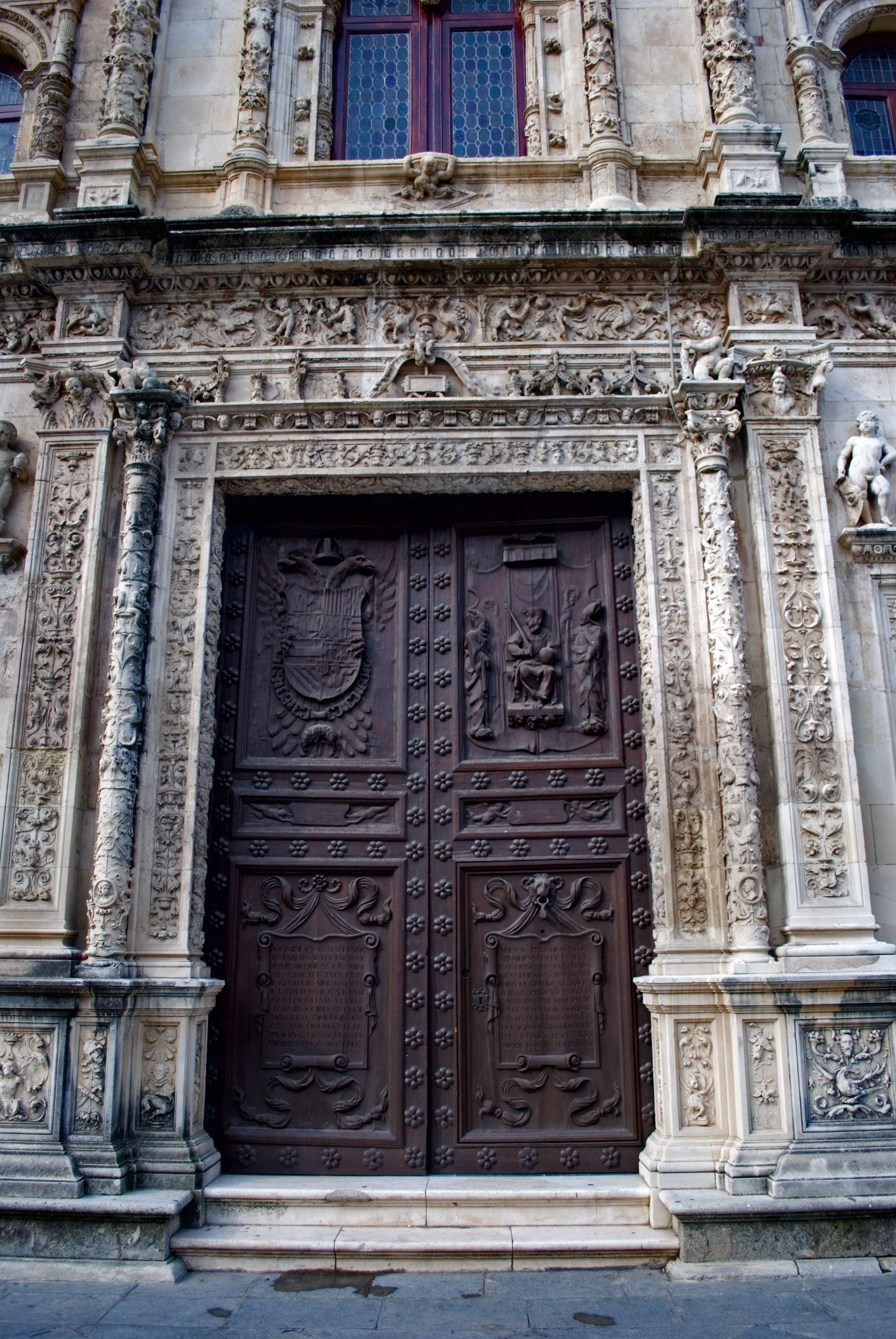
Pormenor da fachada do Ayuntamiento de Sevilha.

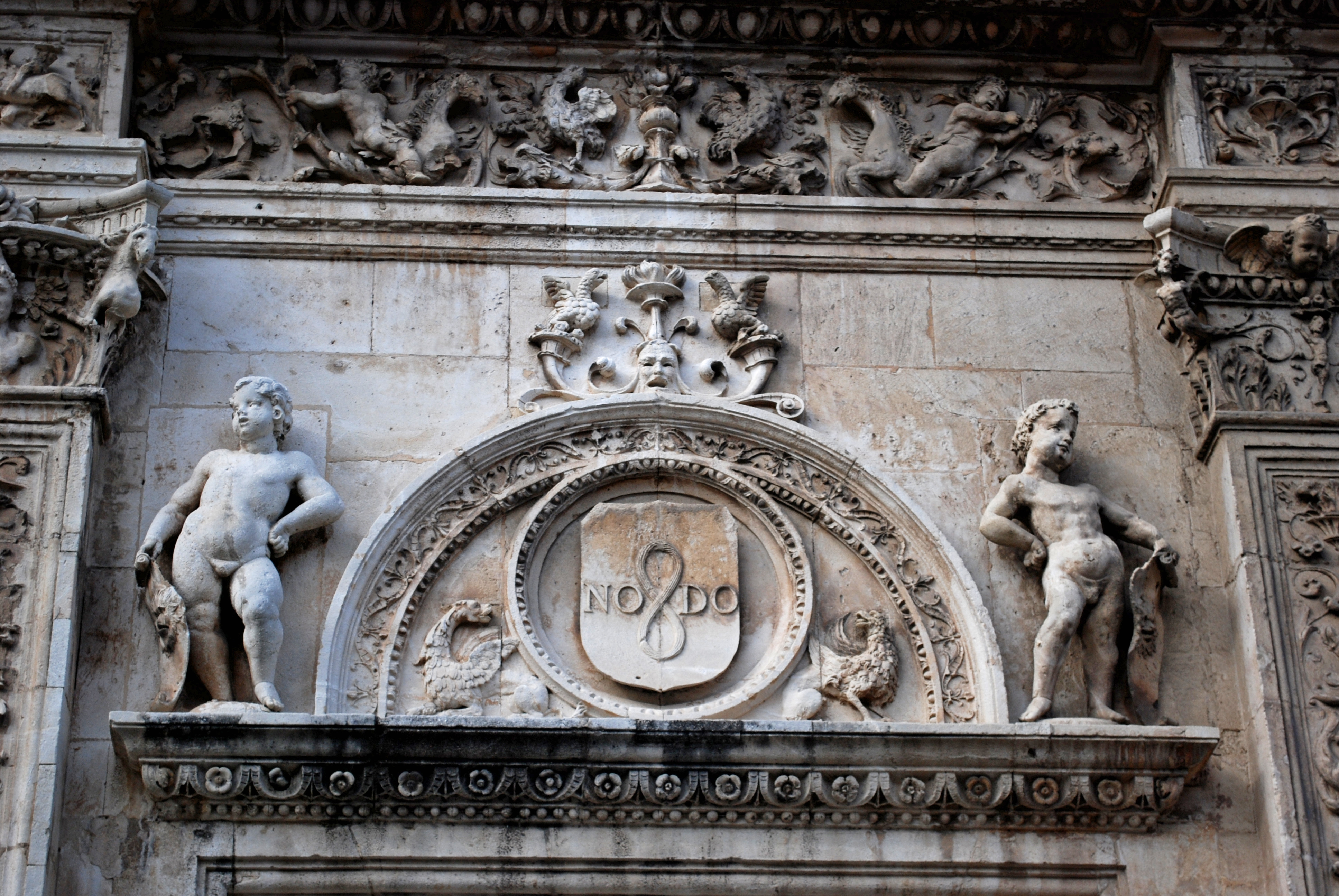
Pormenor da fachada do Ayuntamiento de Sevilha.

Diego de Riaño (Riaño,? - 1534) foi um arquiteto espanhol do Renascimento, conhecido principalmente por ter concebido obras em estilo plateresco.

## Biografia
Nasceu em Trasmiera (hoje Cantábria) em data não conhecida e está documentado na cidade de Sevilha desde 1523. Pouco se sabe de si antes dessa data, apenas que terá começado como canteiro, que m 1517 matou um colega na oficina da catedral, fugindo para Lisboa, e que regressou em 1523. Há notícias de que começou a Colegiata de Valladolid em junho de 1527, o mesmo ano em que aparece a dirigir as Casas Consistoriais de Sevilha.
No ano seguinte é nomeado mestre-mor da catedral de Sevilha, repartindo a atividade desde aí entre esta cidade e Valladolid, onde faleceu em 1534, sendo por tanto escasso o tempo em que desenvolveu atividade na arquitetura.
Como mestre-mor da catedral de Sevilha as suas primeiras ocupações foram acabar algumas obras iniciadas pelos seus antecessores, entre elas as capelas de alabastro dos flancos do coro, onde trabalhou Juan Gil de Hontañón.
Na Sacristia dos Cálices tinham intervindo Alonso Rodríguez e o próprio Hontañón, sendo rapidamente recolocada por Riaño em 1530, que a englobou no conjunto de construções que iria ocupar o canto sudeste da catedral.
Na Sacristia Maior, livre de elementos góticos anteriores, Riaño mostrou o seu domínio profissional, afastando-se de esquemas tradicionais e recorrendo ao tema dos espaços centralizados. Entre os elementos construtivos destacam-se as colunas acanaladas, com grotescos e torcidas, por serem as primeiras de caráter monumental da arquitetura sevilhana, bem como as janelas elípticas, autêntica novidade na construção espanhola.
Também a grande abóbada semiesférica e a sua decoração clássica, tal como o monumental muro que serve de fachada à Sacristia e dependências murais, a primeira fachada renascentista religiosa de ordem gigante da arte sevilhana.
A Casa consistorial de Sevilha começou a ser construída em finais de 1526 segundo traço do próprio Riaño, o que se supõe ser o primeiro edifício público renascentista da cidade. 
A cidade de Sevilha dedicou-lhe a toponímia de uma rua.